# Zeislov test
Zeislov test je kemijski test za prisotnost estrov ali etrov v snovi. Ime je dobil po češkem kemiku Simonu Zeislu (1854–1933). Vzorec najprej reagiramo z mešanico ocetne kisline in vodikovega jodida v epruveti. Pri reakciji se etrska ali estrska vez cepi. Nastaneta alkil jodid in alkohol (pri etrih) oziroma alkil jodid in karboksilna kislina (pri estrih).
Pri segrevanju plini pridejo v stik s kosom papirja, ki leži višje v epruveti in je nasičen s srebrovim nitratom. Če je alkil jodid prisoten v reakcijski zmesi, bo reagiral s srebrovim nitratom v srebrov jodid, ki ima rdečo ali rumeno barvo. S filtriranjem in tehtanjem te oborine je mogoče kvantitativno izračunati število atomov joda in s tem alkoksi skupin. Pred razvojem natančnejših metod NMR spektroskopije in masne spektrometrije se je Zeiselov test uporabljal za določanje števila metoksi (-OCH3) in etoksi (-OCH2CH3) skupin v ogljikovih hidratih in organofosforjevih insekticidih.
Alternativni Zeiselov test se izvede z uporabo živosrebrovega (II) nitrata namesto srebrovega nitrata, kar vodi do tvorbe škrlatno rdečega živosrebrovega (II) jodida.
Uporabnost reakcije pri sintezah: